# Niszczyciele min typu Hunt
Niszczyciele min typu Hunt – typ trzynastu brytyjskich niszczycieli min zbudowanych dla Royal Navy w  latach 80. XX wieku w stoczniach Vosper Thornycroft oraz Yarrow Shipbuilders. Okręty wykorzystywane są do wykrywania i zwalczania min morskich, a także do działań patrolowych.
Okręty weszły do służby w latach 1980-1989 i łączyły początkowo funkcje niszczycieli min oraz trałowców. W latach 90. trzy jednostki – HMS „Brecon” (M29), HMS „Cottesmore” (M32) i HMS „Dulverton” (M35), zostały przebudowane na okręty patrolowe i oddelegowane do służby w Irlandii Północnej. W 2005 roku wszystkie trzy okręty zostały wycofane ze służby a dwa z nich trafiły na przełomie lat 2010/2011 do litewskiej marynarki wojennej. W 2001 roku ze służby wycofano dwie inne jednostki (HMS „Bicester” (M36) oraz HMS „Berkeley” (M40)), sprzedane następnie greckiej marynarce wojennej. W ramach porozumienia ramowego MSDF (Maritime Support Delivery Framework) z 2014 o wartości 600 mln GBP przegląd naprawczy i modernizację przechodzą trzy okręty typu Hunt.

## Projekt i budowa
Okręty przeciwminowe typu Hunt, nazwane tak po typach trałowców i niszczycieli eskortowych z czasów obu wojen światowych, były pierwszymi brytyjskimi seryjnymi niszczycielami min. W celu maksymalnego obniżenia pola magnetycznego okrętów, dla uniknięcia zagrożenia ze strony min magnetycznych, otrzymały kadłuby zbudowane z plastiku wzmocnionego włóknem szklanym (GRP), jako największe wówczas tak zbudowane okręty na świecie, oraz małomagnetyczne wersje silników Deltic. Dla zwiększenia manewrowości na małych prędkościach i umożliwienia precyzyjnego utrzymywania pozycji zastosowano pomocniczy napęd hydrauliczny i ster strumieniowy na dziobie. Klasyfikowane były jako MCMV – mine countermeasures vessel – okręty przeciwminowe, dysponując zarówno wyposażeniem do niszczenia min charakterystycznym dla nowej klasy niszczycieli min, jak i klasycznymi trałami kontaktowymi i niekontaktowymi dla trałowania min.
Kontrakt na budowę otrzymała stocznia Vosper Thornycroft w Woolston (część Southampton), a w 1979 roku dwa okręty zamówiono w drugiej stoczni Yarrow Shipbuilders w Scotstoun (część Glasgow). W każdej z nich zbudowano kompleks do formowania kadłubów z GRP, zdolny do budowy dwóch okrętów naraz. Umowną stępkę pod budowę prototypowego okrętu „Brecon” położono 21 października 1975 roku, a wodowano go 21 czerwca 1978 roku. Drugi okręt został zamówiony 31 marca 1977 roku, trzy 29 stycznia 1979 roku, cztery 19 czerwca 1980 roku, dwa 14 grudnia 1982 roku i jeszcze dwa 4 czerwca 1985 roku. Zamówiono i zbudowano trzynaście okrętów, które wchodziły do służby od 1980 do 1989 roku. Ujemną cechą był bardzo wysoki koszt budowy, który w połowie lat 80. wynosił ok. 35 mln funtów. 

## Okręty
| Nr burtowy | Nazwa        | Wodowanie    | Wejście do służby | Uwagi, los                                    |
| Royal Navy | Royal Navy   | Royal Navy   | Royal Navy        | Royal Navy                                    |
| ---------- | ------------ | ------------ | ----------------- | --------------------------------------------- |
| M 29       | Brecon       | 21. 06. 1978 | 21. 03. 1980      | wycofany ze służby w 2005                     |
| M 30       | Ledbury      | 05. 12. 1979 | 11. 06. 1981      |                                               |
| M 31       | Cattistock   | 22. 01. 1981 | 16. 06. 1982      |                                               |
| M 32       | Cottesmore   | 09. 02. 1982 | 24. 06. 1983      | wycofany w 2005, sprzedany Litwie → „Skalvis” |
| M 33       | Brocklesby   | 12. 01. 1982 | 03. 02. 1983      |                                               |
| M 34       | Middleton    | 27. 04. 1983 | 15. 08. 1984      |                                               |
| M 35       | Dulverton    | 03. 11. 1982 | 04. 11. 1983      | wycofany w 2005, sprzedany Litwie → „Kuršis”  |
| M 36       | Bicester     | 04. 06. 1985 | 20. 03. 1986      | sprzedany 31. 07. 2000 Grecji → „Evropi”      |
| M 37       | Chiddingfold | 06. 10. 1983 | 10. 08. 1984      |                                               |
| M 38       | Atherstone   | 01. 03. 1986 | 30. 01. 1987      |                                               |
| M 39       | Hurworth     | 25. 09. 1984 | 02. 07. 1985      |                                               |
| M 40       | Berkeley     | 02. 12. 1986 | 14. 01. 1988      | sprzedany 28. 02. 2001 Grecji → „Kallisto”    |
| M 41       | Quorn        | 23. 01. 1988 | 21. 04. 1989      | wycofany w 2017, sprzedany Litwie.            |

## Opis

### Kadłub i architektura

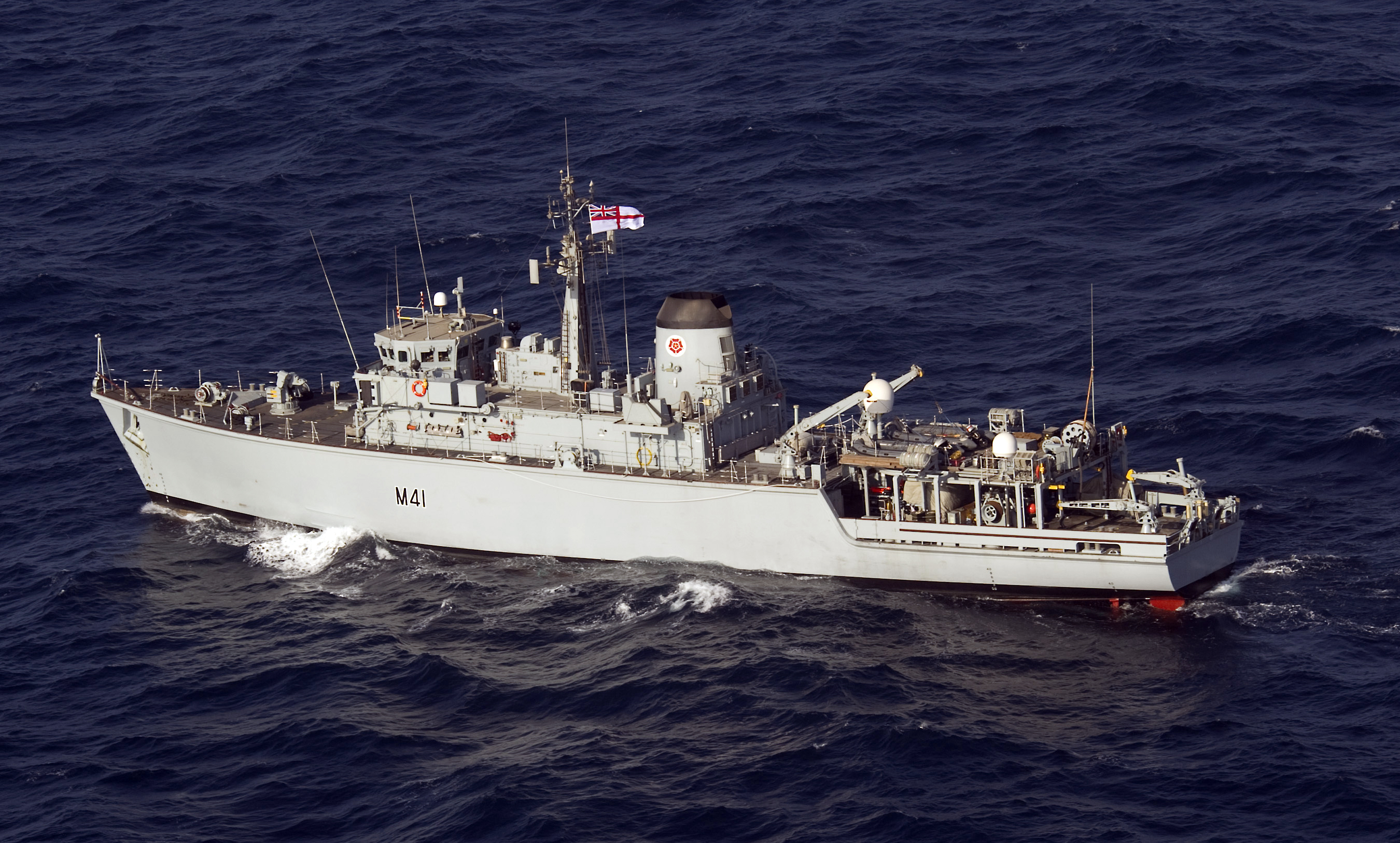
HMS „Quorn”

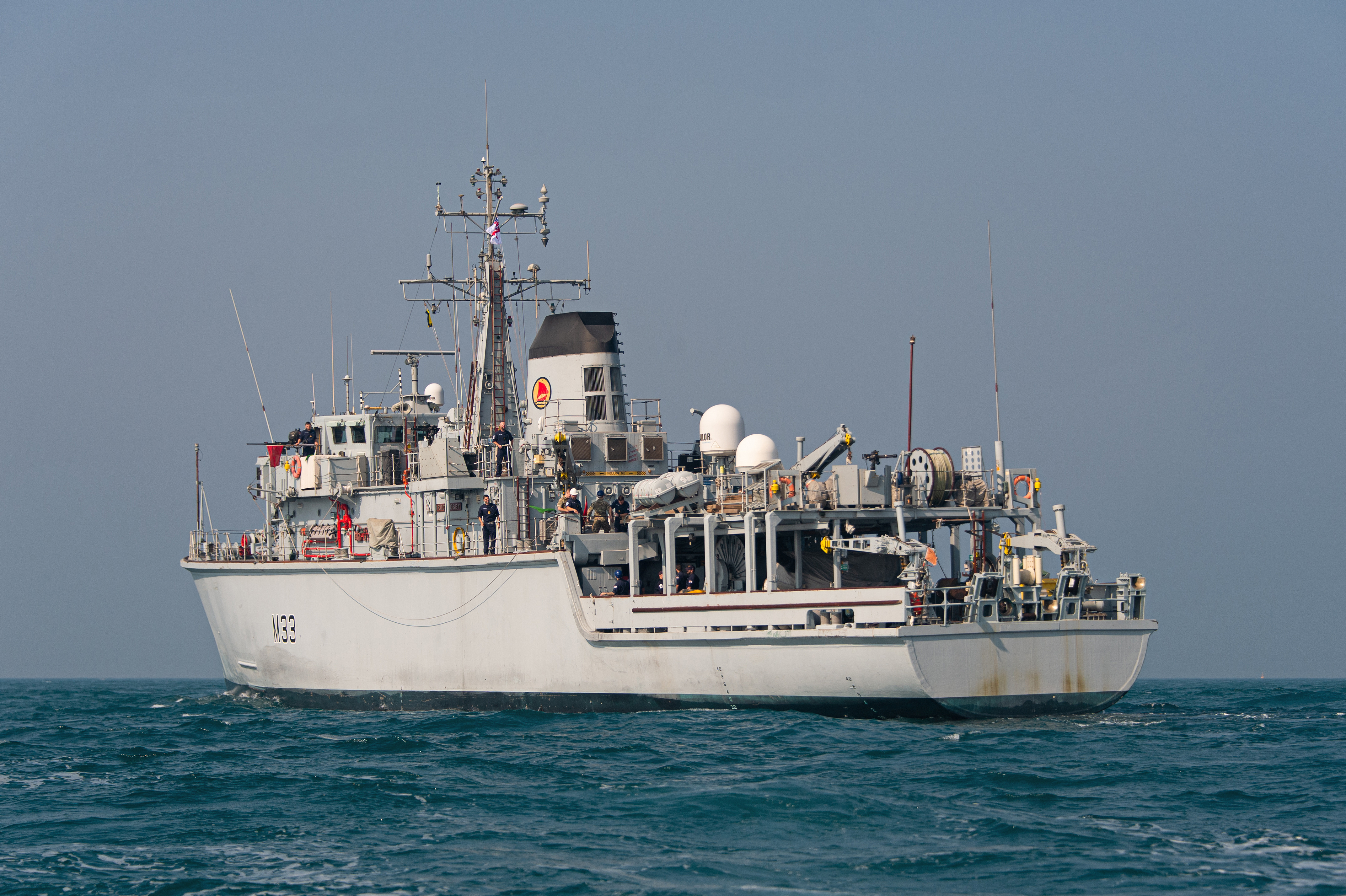
HMS „Brocklesby” od rufy

Okręty miały kadłub formowany z plastiku wzmocnionego włóknem szklanym (GRP). Architektura była typowa dla pełnomorskich okrętów przeciwminowych, z kadłubem o wysokich burtach w części dziobowej, z podwyższonym pokładem dziobowym rozciągającym się na ok. 2/3 długości okrętu. Dziobnica była klasyczna, wychylona do przodu. Na pokładzie dziobowym znajdowała się armata przeciwlotnicza, dalej na śródokręciu zwarta nadbudówka z wyższym pomostem bojowym w przedniej części, pojedynczym masztem przed środkiem długości okrętu i kominem w tylnej części nadbudówki, zwężającym się ku górze. Niższy pokład rufowy był roboczy, zajęty przez wyposażenie.
Wyporność standardowa wynosiła 615 ts, a pełna 725 ts. Późniejsze źródła podawały wyporność pełną 750 ts. Długość całkowita wynosiła 60 m, a na linii wodnej 57 m, a szerokość: 10 m. Zanurzenie do stępki wynosiło 2,6 m, a maksymalne, razem ze śrubami: 3,4 m. Załoga liczyła pierwotnie 45 osób, w tym 6 oficerów.

### Uzbrojenie
Uzbrojenie służyło tylko do samoobrony i stanowiła je pierwotnie automatyczna armata uniwersalna Bofors 40 mm. Do połowy lat 90. armata była wymieniana na Oerlikon/BMARC DS30B kalibru 30 mm, o długości lufy 75 kalibrów (L/75) i kącie podniesienia lufy 65°. Miała ona szybkostrzelność do 650 strz./min i strzelała pociskami o masie 360 g. Donośność do celów nawodnych wynosiła 10 km, a do powietrznych 3 km.
Do połowy lat 90. dodawano także dwa działka kalibru 20 mm Oerlikon/BMARC GAM-C01 o kącie podniesienia 55° i szybkostrzelności 900 strz./min. Uzbrojenie uzupełniały dwa karabiny maszynowe kalibru 7,62 mm. Na przełomie pierwszej i drugiej dekady XXI wieku działka 20 mm zastąpiono przez trzy sześciolufowe rotacyjne karabiny maszynowe 7,62 mm Dilon Aero M134 Minigun. W latach 2014–2015 dodatkowo montowano karabiny maszynowe kalibru 12,7 mm Browning.

### Wyposażenie

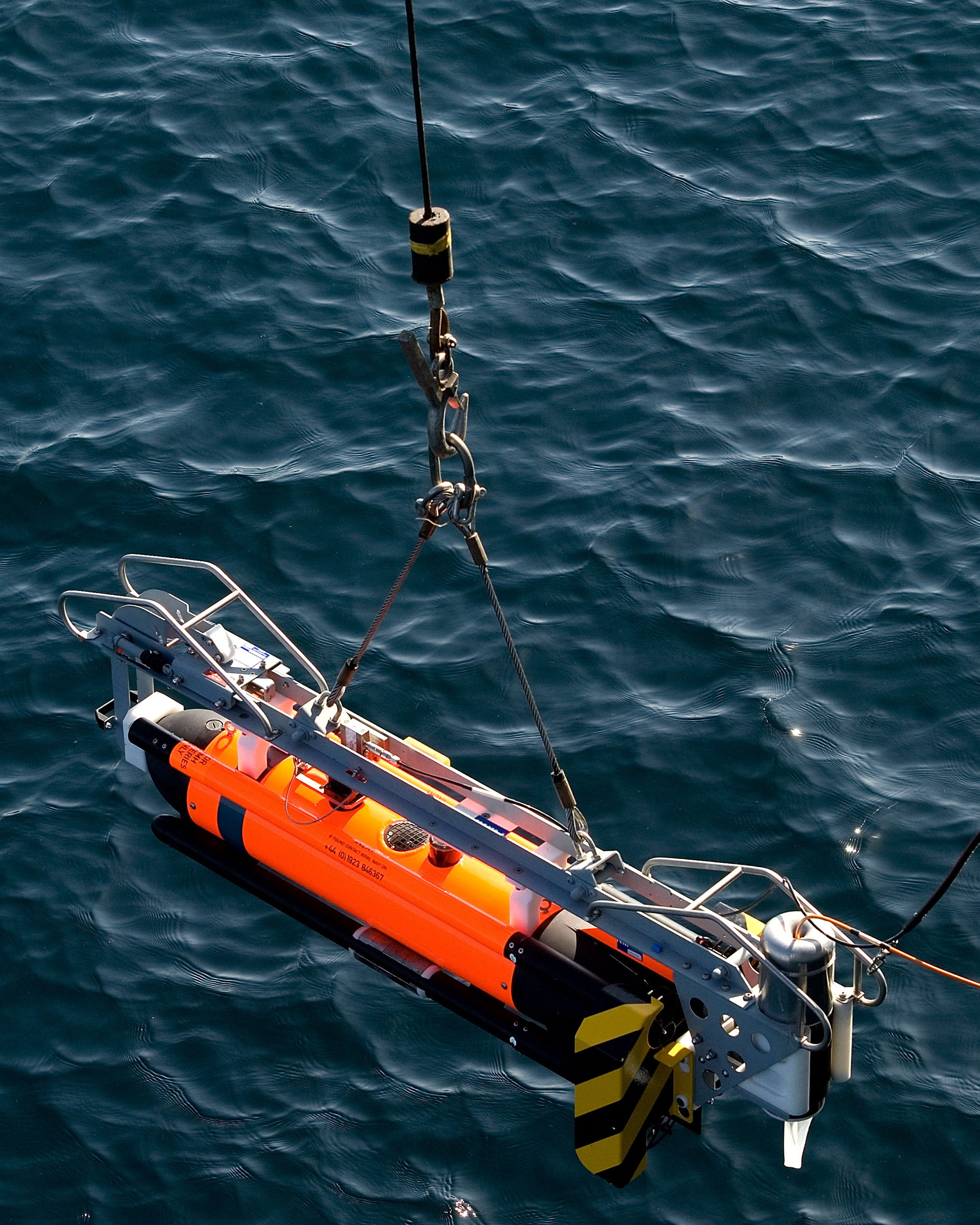
Jednorazowy pojazd podwodny Seafox wodowany z HMS „Atherstone”

Wyposażenie do poszukiwania min obejmowało sonar kadłubowy Plessey Type 193M o częstotliwości 100/300 kHz. Sonar został do połowy lat 90. zmodernizowany do wersji Mod 1. Ponadto okręty miały sonar wysokiej częstotliwości Mil Cross do unikania min na kursie i sonar Type 2059 do śledzenia pojazdów podwodnych. W latach 2004–2005 osiem pozostających w służbie brytyjskich okrętów otrzymało nowy sonar 2193, który został też zamontowany na okrętach dla Grecji i Litwy.
Okręty przenosiły po wejściu do służby dwa zdalnie kierowane przeciwminowe pojazdy podwodne wielokrotnego użytku PAP-104, a od 1988-89 roku także nowsze PAP-105. Pojazdy PAP-105, nabyte tylko w liczbie 10 sztuk, miały zasięg 600 m, głębokość zanurzenia 300 m i rozwijały prędkość 6 węzłów. Okręty ponadto były wyposażone w trały elektromagnetyczne MS 14, holowany trał akustyczny Sperry MSSA Mk 1 i klasyczne trały kontaktowe Oropesa Mk 8. Trały niekontaktowe zostały zdemontowane w 2005 roku. Na przełomie pierwszej i drugiej dekady XXI wieku pojazdy podwodne PAP-104/105 zastąpiono przez niemieckie jednorazowe pojazdy do niszczenia min Seafox.
Wyposażenie nawigacyjne obejmowało radar Kelvin Hughes Type 1006 lub 1007 (pasmo I). Okręty miały system informacji bojowej CAAIS DBA4. Po 1990 roku okręty typu Hunt otrzymały system nawigacyjny Racal Mk 53 (zamówiony w sierpniu 1990). W latach 2004–2005 osiem brytyjskich okrętów otrzymało system dowodzenia NAUTIS 3. Począwszy od „Middleton” w 2020 roku, okręty w brytyjskiej służbie były wyposażane w system ORCA (Oceanographic Reconnaissance Combat Architecture), pozwalający na klasyfikowanie wykrywanych obiektów z większej odległości.

### Napęd
Napęd stanowiły dwa silniki wysokoprężne Ruston-Paxman 9-59K Deltic o mocy po 1900 hp (łącznej 3800 hp), poruszające dwie śruby, pozwalające na osiąganie prędkości maksymalnej 15 węzłów. Ponadto okręty miały pomocniczy napęd hydrauliczny pozwalający na osiąganie prędkości do 8 węzłów, napędzany przez silnik Deltic 9-55B o mocy 780 hp, napędzający też agregaty prądotwórcze. Zasięg wynosił 1500 mil morskich przy prędkości 12 w. Okręty były wyposażone w ster strumieniowy.
W drugiej dekadzie XXI wieku uruchomiono program wymiany podczas remontów silników na Caterpillar C-32 ACERT o mocy po 2000 hp (łącznie 4000 hp). Silniki te otrzymały także litewskie okręty, z kolei na greckich w latach 2004–2005 wymieniono silniki na MTU o mocy po 1900 hp.

## Służba
„Dulverton”, „Ledbury”, „Atherstone”, „Cattistock” i „Hurworth” brały udział na początku 1991 roku w wojnie w Zatoce Perskiej, a „Brecon”, „Bicester” i „Brocklesby” rozminowywały zatokę już po zakończeniu działań wojennych od marca do sierpnia 1991 roku.
Okręty 1 Dywizjonu Niszczycieli Min (w 1995 roku: „Middleton”, „Berkeley”, „Quorn”, „Dulverton”, „Ledbury”, „Chiddingfold”, „Brocklesby”) bazowały w Rosyth do zamknięcia tej bazy 7 listopada 1995 roku, a następnie w Portsmouth. 
Dzięki kompozytowym kadłubom, okręty typu Hunt okazały się wyjątkowo długowieczne, przy właściwej konserwacji i modernizacji części mechanicznej. Pozostawały w służbie w trzeciej dekadzie XXI wieku, przy czym „Ledbury” był wówczas najstarszym okrętem używanym operacyjnie w Royal Navy, a pierwszy z nich „Brecon” nadal istniał w 2022 roku, używany do celów szkoleniowych. Przewiduje się utrzymanie ich w służbie do lat 30. XXI wieku. 